# Allocosa pellita
Allocosa pellita este o specie de păianjeni din genul Allocosa, familia Lycosidae, descrisă de Roewer, 1960.
Este endemică în Afghanistan. Conform Catalogue of Life specia Allocosa pellita nu are subspecii cunoscute.